# Trichogalumna taeniata
Trichogalumna taeniata är en kvalsterart som beskrevs av Hammer 1971. Trichogalumna taeniata ingår i släktet Trichogalumna och familjen Galumnidae. Inga underarter finns listade i Catalogue of Life.